# Fillmore (métro de Los Angeles)
Pour les articles homonymes, voir Fillmore.
Fillmore est une station du métro de Los Angeles desservie par les rames de la ligne A et située à Pasadena en Californie.

## Localisation
Station du métro de Los Angeles en surface, Fillmore est située sur la ligne A près de Fillmore Street entre South Raymond Avenue et South Arroyo Parkway à Pasadena, au nord-est de Downtown Los Angeles.

## Histoire
Fillmore est mise en service le 26 juillet 2003, lors de l'ouverture de la ligne L.

## Service

### Accueil

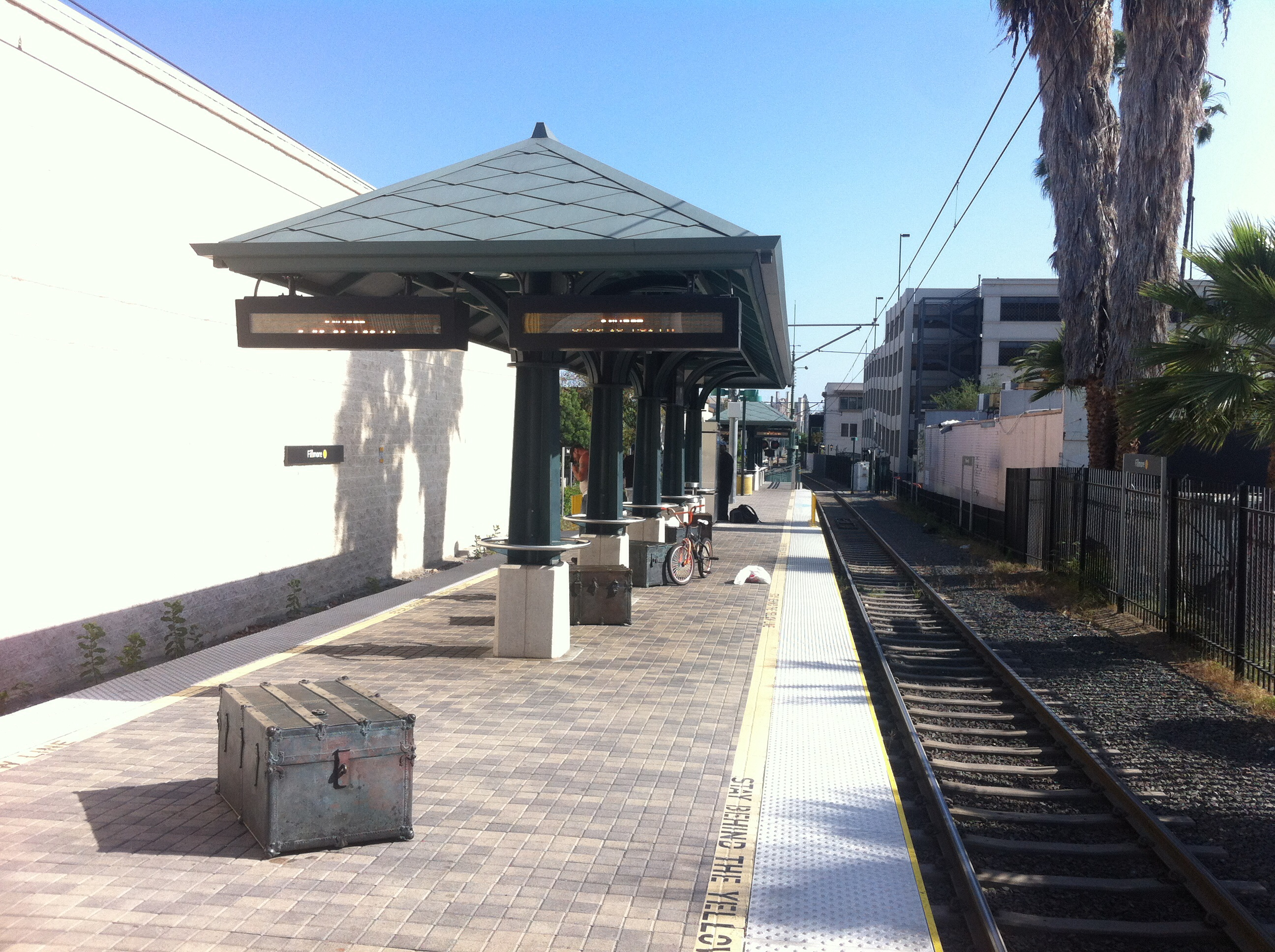
Vue du quai.
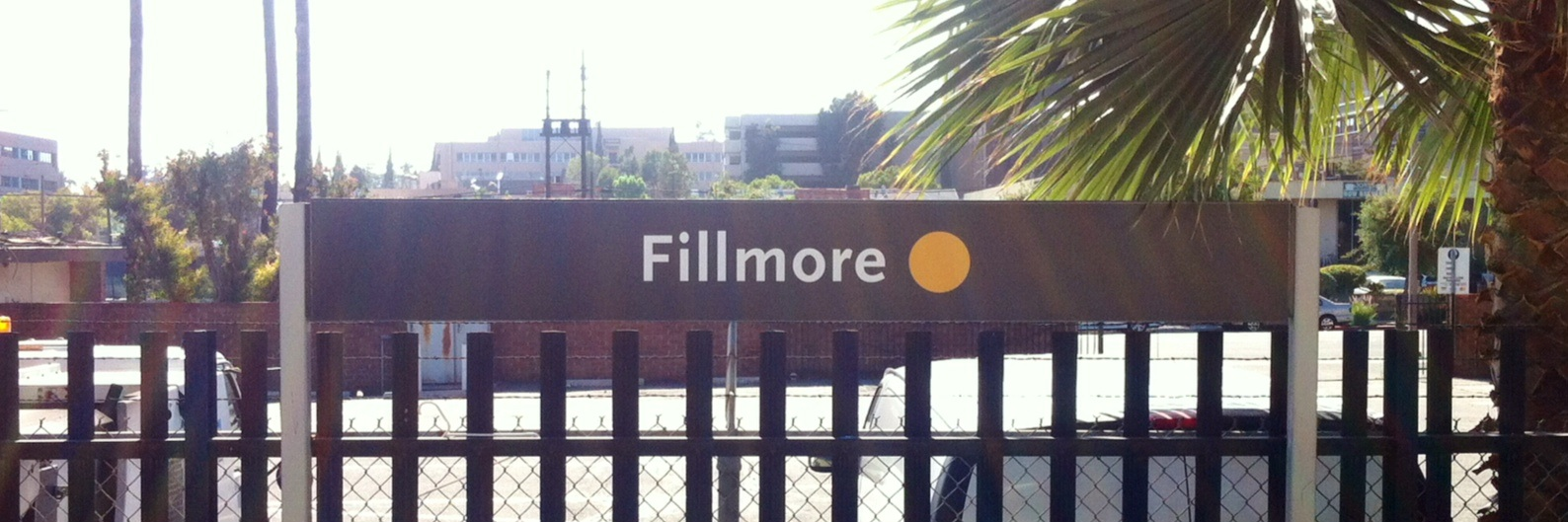
Signalétique.

### Desserte
Située à Pasadena, la station dessert notamment le Huntington Hospital (en) et le Rose Palace (en).

### Intermodalité
Deux parcs de stationnements (l'un gratuit, l'autre payant) ainsi qu'un range-vélos sont à disposition des usagers à proximité de la station.
Fillmore est desservie par les lignes d'autobus 260, 686, 687 et 762 de Metro et les lignes 20, 51 et 52 de Pasadena Transit (en).

## Architecture et œuvres d'art
La station Fillmore abrite une installation connue sous le nom de Geologica 42, signée par l'artiste Michael C. McMillen, qui représente une flèche en bronze et en argent.